# Селенид дирубидия
Селенид дирубидия — неорганическое бинарное соединение
рубидия и селена
с формулой Rb2Se,
бесцветные кристаллы,
реагирует с водой.

## Получение
- Сплавление в вакууме стехиометрических количеств чистых веществ:

{\displaystyle {\mathsf {2Rb+Se\ {\xrightarrow {733^{o}C}}\ Rb_{2}Se}}}

## Физические свойства
Селенид дирубидия образует бесцветные кристаллы
кубической сингонии,
пространственная группа F m3m,
параметры ячейки a = 0,8019 нм, Z = 4
.

## Химические свойства
- Энергично реагирует с водой:

{\displaystyle {\mathsf {Rb_{2}Se+2H_{2}O\ {\xrightarrow {}}\ 2RbOH+Se+H_{2}}}}